# María Agustina Rivas López
María Agustina Rivas López (ur. 13 czerwca 1920 w Coracora, zm. 27 września 1990 w La Florida) – peruwiańska zakonnica, męczennica, błogosławiona Kościoła katolickiego.
Maria Agostina Rivas López, zwana Aguchitą (ur. Antonia Luzmila), urodziła się 13 czerwca 1920 r. w Coracora (Peru). W wieku 14 lat przeniosła się do Limy, aby uczyć się w Sevilla College, prowadzonym przez siostry ze Zgromadzenia Matki Bożej Miłosierdzia Dobrego Pasterza. Pociągnięta życiem konsekrowanym, w 1941 wstąpiła do tego samego Zgromadzenia, gdzie 8 lutego 1945 złożyła czasową profesję zakonną, a 8 lutego 1949 wieczystą.
W Limie mieszkała do 1988 roku, pełniąc różne posługi, takie jak: kucharka, sprzątaczka klasztorna, pielęgniarka, wychowawczyni w szkole Nuestra Señora de la Caridad del Buen Pastor, posługa nieletnim w sytuacji porzucenia, zagrożenia społecznego i ubóstwa oraz jako współpracowniczka mistrzyni nowicjatu.
W 1988 roku, w czasie, gdy maoistowski ruch rewolucyjny Sendero Luminoso prowadził śmiertelnie niebezpieczną działalność terrorystyczną, została wysłana do La Florida, w regionie Junín (Peru), gdzie Zgromadzenie prowadziło misję ze szczególnym zaangażowaniem we wspieranie kobiet chłopskich i tubylczych. Pomimo rosnącego zagrożenia, Zgromadzenie potwierdziło swoją obecność, organizując programy dotyczące zdrowia, edukacji, żywienia, alfabetyzacji, rękodzieła i katechezy rodzinnej. Przestrzegała ona swoje nowe zadanie jako kolejną szansę przebywania z najuboższymi, choć zdawała sobie sprawę z trudności i ryzyka. Mimo ciągłego zagrożenia postanowiła pozostać blisko miejscowej ludności, aż do chwili, jej śmierci.
Została zabita 27 września 1990 przez uzbrojoną grupę Sendero Luminoso, która wtargnęła do La Florida, nakazując wszystkim mieszkańcom zebrać się na głównym placu. Gdy nie odnaleziono przełożonej, buntownicy zabrali zakonnicę i zabili ją na oczach świadków. Oskarżano ją o to, że była mediatorką, która poprzez swoją działalność charytatywną i edukacyjną odwiodła młodych ludzi od zbrojnych wystąpień. Z obawy przed represjami ciała zakonnicy i pozostałych sześciorga zamordowanych pozostawiono na placu na całą noc, a następnego dnia je pochowano. Według części źródeł 70-letnia zakonnica sama zgłosiła się na śmierć w zamian za zwolnienie pozostałych osób. Policja zabrała ciało męczennicy w celu przeprowadzenia sekcji zwłok, która potwierdziła przyczynę śmierci.
4 października 2017 rozpoczął się jej proces beatyfikacyjny. 22 maja 2021 papież Franciszek podpisał dekret uznający jej męczeństwo, co otwiera drogę do jej beatyfikacji. 7 maja 2022 w peruwańskiej La Florida odbyła się uroczysta eucharystia podczas której kard. Baltazar Porras, w imieniu papieża Franciszka, dokonał beatyfikacji Marii Augustiny, wpisując ją w poczet błogosławionych.